# Tenerife Challenger 2021
Il Tenerife Challenger 2021 è stato un torneo maschile di tennis giocato sul cemento. È stata la 1ª edizione del torneo, facente parte della categoria Challenger 80 nell'ambito dell'ATP Challenger Tour 2021. Si è giocato all'Abama Tennis Academy di Guía de Isora sull'isola di Tenerife, in Spagna, dal 1º al 7 novembre 2021.

## Partecipanti

### Teste di serie
| Nazionalità | Giocatore         | Ranking* | Testa di serie |
| ----------- | ----------------- | -------- | -------------- |
| Paesi Bassi | Tallon Griekspoor | 89       | 1              |
| Spagna      | Feliciano López   | 109      | 2              |
| Spagna      | Fernando Verdasco | 144      | 3              |
| Francia     | Quentin Halys     | 148      | 4              |
| Ecuador     | Emilio Gómez      | 149      | 5              |
| Turchia     | Altuğ Çelikbilek  | 164      | 6              |
| Svezia      | Elias Ymer        | 168      | 7              |
| Portogallo  | João Sousa        | 173      | 8              |

* Ranking al 25 ottobre 2021.

### Altri partecipanti
I seguenti giocatori hanno ricevuto una wild card per il tabellone principale:
- Feliciano López
- Daniel Rincón
- Fernando Verdasco

Il seguente giocatore è entrato in tabellone con il protected ranking:
- Joris De Loore

I seguenti giocatori sono passati dalle qualificazioni:
- Yan Bondarevskiy
- David Ionel
- Vladyslav Orlov
- Aleksandr Ševčenko

## Punti e montepremi
| Torneo    | Torneo              | V     | F     | SF    | QF    | 2T  | 1T  | Q | Q2  | Q1  |
| Singolare | Punti               | 80    | 48    | 29    | 15    | 7   | 0   | 4 | 1   | 0   |
| Singolare | Premi in denaro (€) | 6 190 | 3 650 | 2 160 | 1 260 | 730 | 450 | – | 225 | 115 |
| Doppio    | Punti               | 80    | 48    | 29    | 15    | –   | 0   | – | –   | –   |
| Doppio    | Premi in denaro (€) | 2 670 | 1 550 | 930   | 550   | –   | 310 | – | –   | –   |

## Campioni

### Singolare
Tallon Griekspoor ha sconfitto in finale  Feliciano López col punteggio di 6–4, 6–4.

### Doppio
Nuno Borges /  Francisco Cabral hanno sconfitto in finale  Jeevan Nedunchezhiyan /  Purav Raja col punteggio di 6–3, 6–4.